# Шампиньон тёмночешуйчатый
Шампиньон тёмночешуйчатый (лат. Agaricus phaeolepidotus) — гриб из рода Шампиньон (Agaricus) семейства Шампиньоновые (Agaricaceae).
Синонимы:
- Agaricus perdicinus Pilát, 1953
- Psalliota phaeolepidota F.H. Møller, 1952

## Описание
- Шляпка 5—8 см в диаметре, сначала полушаровидной и колокольчатой, затем выпуклой и распростёртой формы, белого или коричневатого цвета, покрытая многочисленными мелкими чешуйками рыже-коричневого цвета, в центре тёмно-коричневая, не чешуйчатая.
- Гименофор пластинчатый, пластинки свободные от ножки, часто расположенные, розовые или светло-коричневатые, затем шоколадно-коричневые, с беловатым краем.
- Ножка 4—8 см длиной и 1—1,2 см толщиной, ровная, в нижней части нередко слегка изогнутая, с клубневидным утолщением в основании, голая, шелковисто-волокнистая, беловатого цвета, ниже кольцо имеет розоватый оттенок. Кольцо присутствует.
- Мякоть мягкая, белого цвета, в основании ножки на воздухе желтеет. Запах не сильный, иногда неприятный.
- Споровый порошок шоколадно-коричневого цвета. Споры яйцевидной формы, бурого цвета, 4,5—6×3—3,5 мкм. Базидии четырёхспоровые, булавовидной формы, 20—23×6—8 мкм.
- Ядовит.

## Ареал и экология
Встречается в Европе: Дании, Бельгии, Венгрии и Великобритании.
Растёт в широколиственных лесах, группами.

## Сходные виды
- От Agaricus silvaticus и других близких видов отличается цветом ножки.